# Rio Juvevê

O Rio Juvevê é um curso d'água totalmente inserido no município de Curitiba, e é parte da bacia hidrográfica do Rio Belém. O Rio tem diversas nascentes nos bairros Ahú e Cabral e seu curso principal com aproximadamente 5.375 metros atravessa os bairros Juvevê, Hugo Lange, Alto da Rua XV, Cristo Rei e Jardim Botânico. Deste percurso apenas um trecho de 255 metros encontra-se visível e não canalizado, justamente antes da sua foz no rio Belém pouco a jusante do Estádio Durival de Brito. 

## Bacia do Juvevê
A Bacia do Rio Juvevê está localizada em área de densa urbanização e abrange uma área de 9,64km², representando 2,27% da área do município de Curitiba. 